# Třetí vláda Recepa Erdoğana

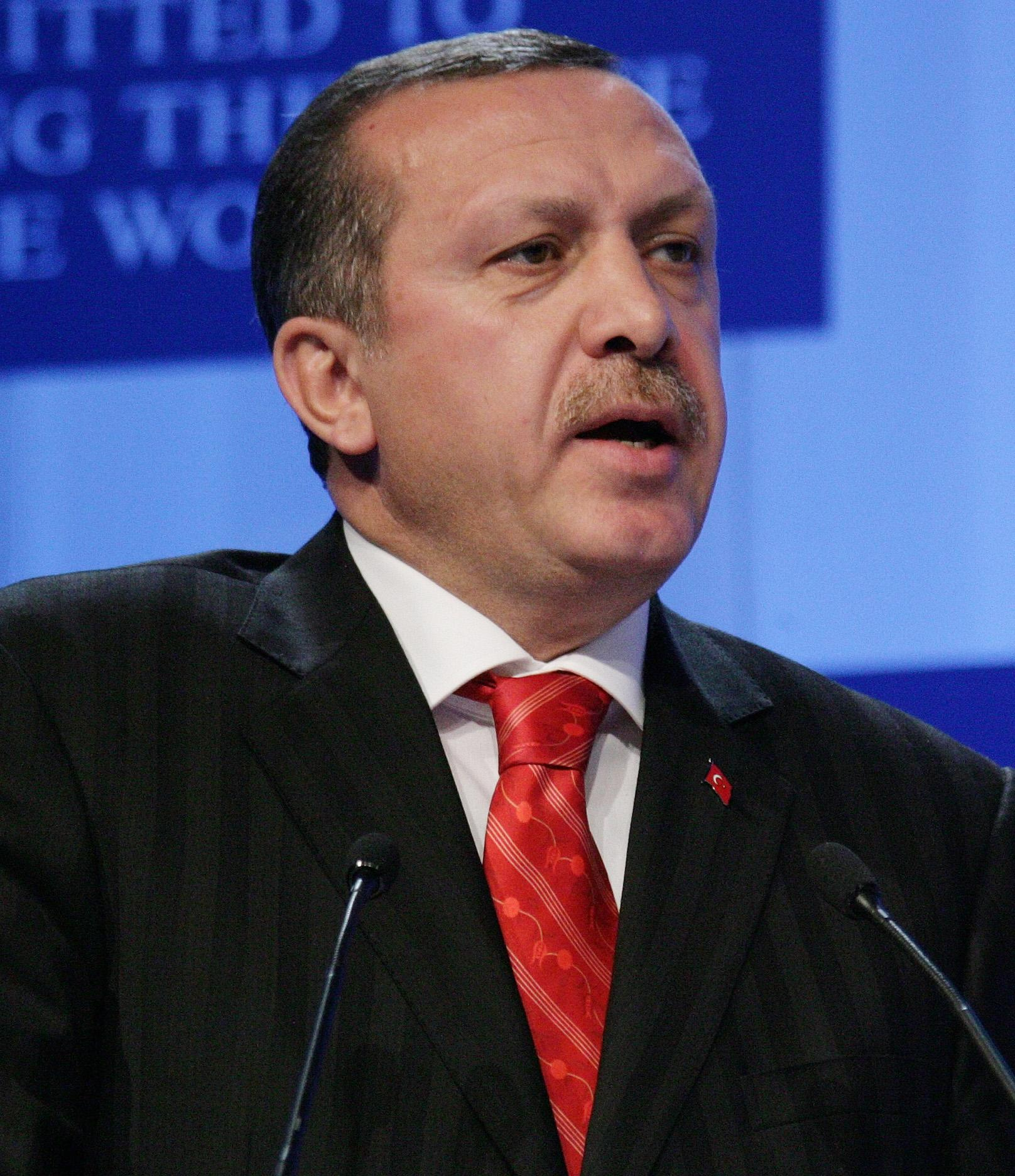
Turecký premiér Recep Tayyip Erdoğan

Třetí vláda Recepa Erdoğana je současnou vládou Turecké republiky. Úřadu se ujala 6. července 2011 poté, co Erdoganova AKP drtivě vyhrála parlamentní volby. Vláda je díky nadpoloviční většině v parlamentu jednobarevná.

## Složení
| Portfej                                        | Ministr              | Strana | Strana | Nástup do úřadu  | Odchod z úřadu |
| ---------------------------------------------- | -------------------- | ------ | ------ | ---------------- | -------------- |
| Předseda vlády                                 | Recep Tayyip Erdoğan |        | AKP    | 5. července 2011 | v úřadu        |
| Místopředseda vlády                            | Bülent Arınç         |        | AKP    | 5. července 2011 | v úřadu        |
| Místopředseda vlády                            | Bekir Bozdağ         |        | AKP    | 5. července 2011 | v úřadu        |
| Místopředseda vlády                            | Ali Babacan          |        | AKP    | 5. července 2011 | v úřadu        |
| Místopředseda vlády                            | Beşir Atalay         |        | AKP    | 5. července 2011 | v úřadu        |
| Ministr zahraničí                              | Ahmet Davutoğlu      |        | AKP    | 5. července 2011 | v úřadu        |
| Ministr vnitra                                 | İdris Naim Şahin     |        | AKP    | 5. července 2011 | v úřadu        |
| Ministr financí                                | Mehmet Şimşek        |        | AKP    | 5. července 2011 | v úřadu        |
| Ministr spravedlnosti                          | Sadullah Ergin       |        | AKP    | 5. července 2011 | v úřadu        |
| Ministr energie a přírodních zdrojů            | Taner Yıldız         |        | AKP    | 5. července 2011 | v úřadu        |
| Ministr výživy, zemědělství a živočišné výroby | Mehmet Mehdi Eker    |        | AKP    | 5. července 2011 | v úřadu        |
| Ministr kultury a turismu                      | Ertuğrul Günay       |        | AKP    | 5. července 2011 | v úřadu        |
| Ministr zdravotnictví                          | Recep Akdağ          |        | AKP    | 5. července 2011 | v úřadu        |
| Ministr národního vzdělání                     | Ömer Dinçer          |        | AKP    | 5. července 2011 | v úřadu        |
| Ministr národní obrany                         | İsmet Yılmaz         |        | AKP    | 5. července 2011 | v úřadu        |
| Ministr vědy, průmyslu a technologie           | Nihat Ergün          |        | AKP    | 5. července 2011 | v úřadu        |
| Ministr práce a sociální bezpečnosti           | Faruk Çelik          |        | AKP    | 5. července 2011 | v úřadu        |
| Ministr dopravy a komunikací                   | Binali Yıldırım      |        | AKP    | 5. července 2011 | v úřadu        |
| Ministr rodiny a sociální politiky             | Fatma Şahin          |        | AKP    | 5. července 2011 | v úřadu        |
| Ministr pro evropské záležitosti               | Egemen Bağış         |        | AKP    | 5. července 2011 | v úřadu        |
| Ministr hospodářství                           | Zafer Çağlayan       |        | AKP    | 5. července 2011 | v úřadu        |
| Ministr mládeže a tělovýchovy                  | Suat Kılıç           |        | AKP    | 5. července 2011 | v úřadu        |
| Ministr rozvoje                                | Cevdet Yılmaz        |        | AKP    | 5. července 2011 | v úřadu        |
| Ministr cel a obchodu                          | Hayati Yazıcı        |        | AKP    | 5. července 2011 | v úřadu        |
| Ministr životního prostředí a urbanismu        | Erdoğan Bayraktar    |        | AKP    | 5. července 2011 | v úřadu        |
| Ministr lesnictví a vodních zdrojů             | Veysel Eroğlu        |        | AKP    | 5. července 2011 | v úřadu        |